# Tetrataxidae
Tetrataxidae es una familia de foraminíferos bentónicos de la superfamilia Tetrataxoidea, del suborden Fusulinina y del orden Fusulinida. Su rango cronoestratigráfico abarca desde el Tournasiense (Carbonífero inferior) hasta el Moscoviense (Carbonífero superior).

## Discusión
Clasificaciones más recientes incluyen Tetrataxidae en el suborden Endothyrina, del orden Endothyrida, de la subclase Fusulinana y de la clase Fusulinata.

## Clasificación
Tetrataxidae incluye a los siguientes géneros:
- Globotetrataxis †
- Polytaxis †
- Tetrataxis †

Otros géneros considerados en Tetrataxidae son:
- Dariopsis †, también considerada en familia Dariopsidae
- Falsotetrataxis †, aceptado como Polytaxis
- Pseudotetrataxis †, aceptado como Tetrataxis
- Ruditaxis †, aceptado como Tetrataxis